# 河合純一
河合 純一（かわい じゅんいち、1975年〈昭和50年〉4月19日 - ）は、静岡県浜名郡舞阪町（現在の浜松市中央区）出身の元競泳選手。日本障がい者スポーツ協会日本パラリンピック委員会委員長。日本パラリンピアンズ協会会長。スポーツ庁 オリンピック・パラリンピック教育に関する有識者会議委員。

## 概要
先天性ブドウ膜欠損症のため生まれつき左目の視力はなく、右目の視力も非常に弱かった。3歳の時に手術を受けることにより右目は一時わずかながらも視力を取り戻したが、15歳には右目の視力も完全に失い、全盲となる。筑波大学附属盲学校高等部を経たのちに早稲田大学教育学部に入学、卒業後は母校でもある舞阪町（現在の浜松市）立舞阪中学校に赴任した。
舞阪中学校を2年間休職し、早稲田大学大学院教育学研究科学校教育に進学・専攻後、舞阪中学校に復職。
2008年（平成20年）、静岡県総合教育センター指導主事として着任。
2010年（平成22年）7月に実施された第22回参議院議員通常選挙に、みんなの党公認で静岡県選挙区から出馬するが、落選。
2012年（平成24年）12月に実施された第46回衆議院議員総選挙に、みんなの党公認で静岡7区から出馬するが、再び落選。
2013年（平成25年）7月に実施された第23回参議院議員通常選挙に、みんなの党公認で比例区から出馬するが、次点で落選。2019年4月に渡辺美知太郎が那須塩原市長選挙への鞍替え出馬のために辞職した時に本来なら繰り上げ当選となって2019年7月までの任期の参議院議員となれたが、2014年11月にみんなの党が解党する際に比例名簿が取り下げられたため、繰り上げ当選とはならなかった（渡辺美知太郎の当選根拠であるみんなの党の比例区の議席は2019年7月まで欠員状態となった）。

## 来歴
生まれた頃は右目の視力しかなかった。
5歳から水泳を始め、トレーニングを続け17歳の時に、1992年バルセロナパラリンピックに出場、銀メダルを2枚、銅メダルを3枚獲得した。 その間、15歳のときに全盲になる。早稲田大学入学後もトレーニングを続け、1996年アトランタパラリンピックでは50m自由形B1、100m自由形B1で初の金メダルを2枚と銀メダルと銅メダルを1枚ずつ獲得した。教員となってからも、2000年シドニーパラリンピックで金メダル2枚、銀メダル3枚、2004年アテネパラリンピックで金メダル1枚、銀メダル4枚、銅メダル1枚獲得し、全盲の50m自由形の3連覇を成し遂げた。4連覇がかかった2008年北京パラリンピックではスペインのエナメド・エナメドに敗れ銀メダルに終わり、他種目も銅メダル1枚に終わった。その後、2012年ロンドンパラリンピックにも出場するものもメダル獲得はなかった。6大会出場で、金メダル5個を含む計21個のメダルを獲得。
2003年に日本パラリンピアンズ協会を発足させ、会長に就任。
2016年、IPCからパラリンピック殿堂入りを果たす。パラリンピック殿堂に日本から選ばれたのは河合が初めて。

## 人物
2009年（平成21年）11月、天皇陛下御在位二十年記念式典に出席した。同式典では、明仁天皇と美智子皇后が関心を持つ分野の代表者の一人として、河合が紹介された。

## 映画
彼の半生を綴った「夢追いかけて」は映画化もされ、自身が本人役を演じたほか、三浦友和、田中好子、船越英一郎などが出演、少年時代の彼は勝地涼が演じた。